# Абу-Рудайс
Абу-Рудайс (араб. أبو رديس‎) — город на северо-востоке Египта, расположенный на территории мухафазы Южный Синай.

## Географическое положение
Город находится на западе мухафазы, на западном берегу Суэцкого залива Красного моря, на расстоянии приблизительно 78 километров (по прямой) к северо-западу от Эт-Тура, административного центра провинции. Абсолютная высота — 12 метров над уровнем моря. Ближайшие населённые пункты: Абу-Зенима, Баракат, Макман-эт-Тияха, Абу-Дурба, Эз-Зафарана, Бакр.
Климат города характеризуется как аридный жаркий (BWh в классификации климатов Кёппена).
| Показатель                    | Янв. | Фев. | Март | Апр. | Май  | Июнь | Июль | Авг. | Сен. | Окт. | Нояб. | Дек. |
| ----------------------------- | ---- | ---- | ---- | ---- | ---- | ---- | ---- | ---- | ---- | ---- | ----- | ---- |
| Средний суточный максимум, °C | 18,1 | 19,7 | 23   | 26,5 | 30,2 | 32,9 | 34   | 34,2 | 32,4 | 28,7 | 24,3  | 19,9 |
| Средняя температура, °C       | 14,5 | 15,9 | 18,8 | 22,2 | 25,9 | 28,4 | 29,9 | 30   | 28   | 24,8 | 20,4  | 16,2 |
| Средний суточный минимум, °C  | 10,1 | 11   | 13,4 | 16,4 | 20,1 | 22,6 | 24,2 | 24,3 | 22,5 | 19,9 | 15,8  | 11,8 |
| Норма осадков, мм             | 7    | 6    | 3    | 0    | 0    | 0    | 0    | 0    | 0    | 0    | 2     | 4    |
| Источник: Weatherbase         |      |      |      |      |      |      |      |      |      |      |       |      |

## Демография
По оценочным данным Центрального агентства общественной мобилизации и статистики Египта, численность населения Абу-Рудайса в 2018 году составляла 5650 человек (2922 мужчины и 2728 женщин).

## Транспорт
У восточной окраины города расположен небольшой одноимённый аэропорт.